# 산서초등학교 (대전)
산서초등학교는 대한민국 대전광역시 중구에 있는 공립 초등학교이다.

## 학교 연혁
- 1935년 5월 16일 산내공립보통학교 목달간이학교 개설
- 1943년 6월 8일 산내공립국민학교 목달분교 인가
- 1949년 9월 2일 목달국민학교로 승격인가
- 1953년 4월 1일 산서국민학교 교명 변경
- 1985년 3월 1일 병설유치원 1학급 개원
- 1996년 3월 1일 산서초등학교로 교명 변경
- 2009년 9월 19일 교육환경개선사업 완료
- 2013년 3월 1일 제2대 초빙공모교장 신상철 교장 부임
- 2015년 2월 12일 제66회 졸업장 수여식(11명)
- 2015년 3월 1일 6학급 편성(재학생85명)/유치원 1학급 편성(재원생25명)

## 참고 자료
- 산서초등학교 - 한국교육학술정보원 학교알리미